# خوليو إيرنيستو بيرنال
خوليو إيرنيستو بيرنال (بالإسبانية: Julio Ernesto Bernal)‏ هو دراج ورائد أعمال كولومبي، ولد في 16 أبريل 1964 في Anolaima ‏ في كولومبيا.

## وصلات خارجية
- خوليو إيرنيستو بيرنال على موقع أرشيف الدراجات (الإنجليزية)
- خوليو إيرنيستو بيرنال على موقع إحصائيات الدراجات الإحترافية (الإنجليزية)